# 八津田村
八津田村（はったむら）は、福岡県築上郡にあった村。現在の築上郡築上町の一部。

## 地理
- 城井川下流の左岸に位置し、周防灘に面していた[1]。

## 歴史
- 1889年（明治22年）4月1日 - 町村制の施行により、築城郡宇留津村、東八田村、西八田村が合併し八津田村が成立[1][2]。
- 1896年（明治29年）4月1日 - 郡の統合により築上郡の所属となる[1][3]。
- 1912年（明治45年）- 産業組合設立[1]。
- 1942年（昭和17年）から1944年（昭和19年）- 築城海軍航空隊飛行場建設（現築城基地）[1]
- 1958年（昭和23年）- 八津田農業協同組合設立[1]。
- 1955年（昭和30年）1月1日 - 築上郡椎田町、葛城村、西角田村と新設合併して椎田町が存続し、同日八津田村廃止[1][2]。

## 交通
- 1897年（明治30年）- 豊州鉄道（現日豊本線）開通[1]。
- 1897年（昭和8年）- 築城駅開設[1]。